# پروپاگاندای ژاپن در جنگ دوم چین و ژاپن و جنگ جهانی دوم

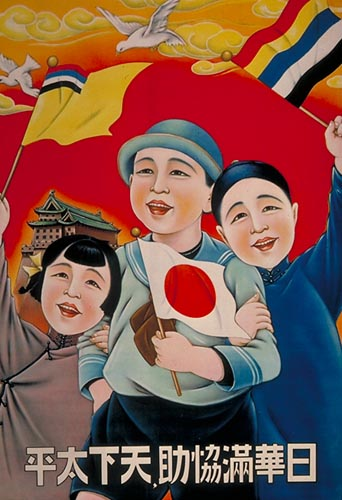
پوستر مانچوکوئو که هماهنگی مردمان ژاپنی، مردم هان (چینی) و منچو را ترویج می‌کند. در زیرنویس آمده‌است: «با کمک ژاپن، چین و مانچوکوئو، جهان می‌تواند در آرامش باشد.» پرچم‌های نشان داده شده از چپ به راست هستند: پرچم مانچوکوئو؛ پرچم ژاپن؛ پرچم «پنج قوم تحت یک اتحادیه»، پرچم چین در آن زمان.

پروپاگاندای ژاپن در جنگ دوم چین و ژاپن و جنگ جهانی دوم، قبل و در زمان جنگ جهانی دوم، برای کمک به دولت حاکم ژاپن در آن زمان طراحی شده بود. بسیاری از عناصر آن در ادامه عناصر قبل از جنگ دولت‌گرایی شووا بود، از جمله اصول کوکوتای، هاکو ایچیو و بوشیدو. برخی از اشکال جدیدی از تبلیغات پروپاگاندا نیز برای ترغیب کشورهای اشغالی از مزایای  حوزه رفاه مشترک آسیای شرقی بزرگ، برای تضعیف روحیه نیروهای آمریکایی و برای مقابله با ادعاهای جنایات جنگی ژاپن ایجاد شد و جنگ را به عنوان یک پیروزی به مردم ژاپن ارائه داد. این تبلیغات با جنگ دوم چین و ژاپن آغاز و در جنگ جهانی دوم ادغام شد. ژاپن برای ارسال پیام‌های تبلیغاتی خود از رسانه‌های متنوعی استفاده می‌کرد.